# Veli Lošinj
Veli Lošinj je naselje u sastavu grada Mali Lošinj i, nakon toga grada, drugo je po veličini mjesto na Lošinju.

## Zemljopisni položaj
Smješten je na južnom dijelu otoka Lošinja, uz dvije susjedne uvale, u sjevernom podnožju brda Kalvarije. Veli Lošinj je okrenut moru sa sjeverne strane.
Najbliže naselje je Mali Lošinj, administrativno sjedište otoka (3 km sjeverozapadno).

## Stanovništvo
Prema popisu iz 2001. godine, naselje ima 917 stanovnika. 
| broj stanovnika | 1958  | 1969  | 1938  | 1859  | 1932  | 1992  | 1552  | 1608  | 1060  | 813   | 852   | 868   | 906   | 994   | 917   | 901   | 857   |
|                 | 1857. | 1869. | 1880. | 1890. | 1900. | 1910. | 1921. | 1931. | 1948. | 1953. | 1961. | 1971. | 1981. | 1991. | 2001. | 2011. | 2021. |

## Povijest

### Antičko doba
Uglavnom nenaseljen, pod jurisdikcijom grada Osora koji tada ima čak 20 000 stanovnika. Jedno vrijeme bio je trenutna biskupija zato što je u Osoru vladala kuga. A godinu poslije ukinuta je te pripojena s rabskom biskupijom krčkoj biskupiji.

### Srednji vijek
Veli Lošinj prvi put se spominje 1398. pod imenom Velo Selo. Najstarija jezgra Velog Sela nastala je u prelasku iz XIII. u XIV. stoljeće oko romaničke crkve Sv. Nikole iz XIV. st. Prvobitno naselje je rastresitog tipa, kuće su postavljene prema položaju poljoprivrednog zemljišta, a ne u odnosu na ulične linije. U XV. stoljeću izgrađena je obrambena kula, podignuta radi obrane luke i naselja, ali i zbog piratskih napada na zbjeg pučanstva. 
U XVII. stoljeću naselje se dalje razvija amfiteatralno oko velološinjskog zaljeva. To je urbano barokno mjesto sa središnjim trgom uz more i dvije osnovne uličice od kojih jedna vodi u Velo Selo, a druga do naselja u uvali Rovenska, gdje se razvija ribarsko naselje zgusnute primorske urbane strukture, s malim kamenim kućama.
Župna crkva Sv. Antuna Opata Pustinjaka izgrađena je na mjestu prve manje crkve iz XV. st. U XVII. stoljeću stara crkva je srušena, a gradi se nova, veća trobrodna bazilika, koja se 1774. godine pregrađuje iz temelja, i gradi treća po redu, današnja raskošna barokna crkva. U crkvi se nalazi najbogatija galerija slika talijanskih majstora na kvarnerskim otocima: B. Vivarinija; B. Strozzia, L. Quarena, F. Hayeza, L. del Cossa, F. Polenza. 
Nedaleko od luke u Velom Lošinju nalazi se crkva Sv. Marije (Gospe od anđela) izgrađena 1510. godine. Crkva je kasnije barokizirana. U njoj se čuva vrijedna zbirka slika venecijanskih majstora: Sv. Franjo i Sv. Hildebrand F. Fontebassa, osam slika G. A. Pelegrinija te nekoliko slika iz XVI. - XVIII. od kojih se jedna pripisuje Tizianu.

### Novo doba
Usponom Malog Sela - Malog Lošinja dolazi do stagnacije razvoja Velog Lošinja. Veli Lošinj je sagradio brodogradilište koje je gradilo jedrilice, a netom kasnije prošlo je vrijeme jedriličarstva te je u Malom Lošinju počela izgradnja brodogradilišta koje je proizvodilo brodove na motorni pogon. Poslije 1. svjetskog rata Veli Lošinj nije imao snage za nove gospodarske pothvate.
U uskim uličicama Velog Lošinja, kroz "portune" vide se raskošne vile nekadašnjih kapetana, brodovlasnika i bogate gospode. U vrtovima tih vila skupljeno je osamdesetak vrsta različitog bilja, dok u velološinjskom parku, ispred današnjeg liječilišta, a nekadašnje rezidencije nadvojvode Karla Stjepana, ima više od 200 botaničkih vrsta.
U neposrednoj blizini Velog Lošinja smještena je mala ribarska lučica Rovenska, koja plijeni pažnju svojom prekrasnom plažom, ribarskim ugođajem, tradicijom ljudi koji su svoj život posvetili moru i izravnom dodiru s prirodom.

## Uprava
Naselje Veli Lošinj uređeno je kao mjesna zajednica, s mjesnim odborom na čelu. Ostala administracija za socijalno funkcioniranje mjesta nalazi se u Malom Lošinju.

## Gospodarstvo
Glavne gospodarske grane mjesta su turizam i ribarstvo.

## Plavi svijet
Plavi svijet je edukacijsko središte osnovano 1999. koje kroz znanstvenoistraživački i program zaštite provodi projekte s ciljem prikupljanje informacija o životu ugroženih morskih organizama (prije svega morskih sisavaca naročito dobrih dupina i morskih kornjača), obrazovanja javnosti i raznih interesnih skupina. Cilj je doprinijeti očuvanju morskog okoliša pronalaženju načina održivog razvoja otočnih lokalnih zajednica.

## Šport
Od 2013. održava se utrka u brdskom biciklizmu pod nazivom Downhill Lošinj. Bila je dijelom MTB Svjetskog kupa 2018. (MTB World Cup - Downhill Lošinj).
Poznati športaši
- Giuliana Treleani, svjetska rekorderka u ronjenju na dah, rođena u Velom Lošinju, a nastupala za Italiju[7]

## Galerija
- Natpis u crki Sv. Antuna Opata Pustinjaka
- Crkva sv. Nikole kod Velog Lošinja
- Lučica i rivijera
- Uskočka kula

## Vanjske poveznice
- Internet stranice Grada Malog Lošinja
- Internet stranice Župe sv. Antuna op. - Veli Lošinj[neaktivna poveznica]
- Web kamera Veli Lošinj  Arhivirana inačica izvorne stranice od 19. svibnja 2010. (Wayback Machine)